# Агапенор
Агапенор (грч. Ἀγαπήνωρ) је у грчкој митологији био краљ Тегеје у Аркадији.

## Митологија
Био је Анкајев син, који је, пошто је био један од Хелениних просилаца, био учесник у тројанском рату са шездесет лађа које је довео из Аркадије. Тамо је предводио аркадијску војску. По завршетку рата, враћао се у домовину, али је бура однела његову лађу на острво Кипар, где је основао град Паф и подигао Афродитин храм. Према Аполодору, он се појављује и у миту о Хармонији.